# Julia Tyler
Julia Gardiner Tyler (4 de maio de 1820 - 10 de julho de 1889) foi a segunda esposa de John Tyler, que era o décimo presidente dos Estados Unidos, e serviu como primeira-dama dos Estados Unidos, de 26 de junho de 1844, a 4 de Março de 1845.

## Início da vida
Julia Gardiner Tyler nasceu em 1820 em New York na Ilha de Gardiner, uma das maiores ilhas de propriedade privada nos Estados Unidos.[carece de fontes?] Ela era filha de David Gardiner, um proprietário de terras e NY State senador (1824-1828), e Juliana MacLachlan Gardiner. Sua ascendência é descrito como sendo parte holandesa, parte escocês e parte Inglês. Julia foi levantada na cidade de East Hampton e a pequena aldeia de Bay Shore . Com a idade de 19 (1839), ela chocou sociedade educada , colocando no braço de um cavalheiro, [esclarecimentos necessários] que não era seu parente, anunciando uma classe média loja de departamento que faturado como a "Rosa de Long Island. " Ela foi quase imediatamente enviada para a Europa na esperança de melhorar suas graças sociais.[carece de fontes?] Eles primeira partiu para Londres, chegando em 29 de outubro de 1840. Depois de ter visitado a Inglaterra, França, Itália, Suíça, Alemanha, Holanda, Bélgica, Irlanda e Scotland, a família voltou para os EUA em setembro de 1841.

## Romance e casamento
Em 20 de janeiro de 1842, depois de 21 anos Julia foi apresentado ao presidente John Tyler em uma Casa Branca recepção. Após a morte de sua primeira esposa, Letitia Christian Tyler , em 10 de Setembro de 1842, Tyler deixou claro que ele desejava se envolver com Julia. Inicialmente a beleza do norte de alto astral e de mentalidade independente sentia pouca atração para a sepultura, reservados Virginia cavalheiro, que era trinta anos mais velho que ela. Ele primeiro propôs a ela em 22 de fevereiro de 1843, quando ela tinha 22 anos, em uma bola de disfarce Casa Branca. Ela recusou-se a isso e propostas posteriores ele tentou. No entanto, a correspondência mais tarde romântica entre os dois e crescentes períodos de tempo que passamos juntos solicitado a especulação pública aberta sobre o relacionamento.
Julia, sua irmã Margaret, e seu pai se juntou uma excursão presidencial sobre a nova fragata vapor Princeton. David Gardiner, juntamente com uma série de outros, perdeu a vida na explosão de uma arma naval enorme chamado o pacificador . Julia foi devastada pela morte de seu pai adorado. Ela falou muitas vezes em anos posteriores de como a força silenciosa do presidente sustentou durante este tempo difícil. Tyler confortado Julia em sua dor e ganhou o seu consentimento a um noivado secreto, propondo em 1843 no Baile de George Washington.Devido às circunstâncias da morte de seu pai, o casal concordou em se casar com um mínimo de celebração. Assim, em 26 de junho de 1844, o Presidente escorregou em Nova York, onde as núpcias foram realizados pelo Reverendíssimo Benjamin Treadwell Onderdonk, quarto bispo da Diocese Episcopal de New York, na Igreja da Ascensão, não muito longe residência do Gardiner em LaGrange Terrace.[carece de fontes?] Presidente Tyler tinha 54 anos, mas parecia 10 anos mais velho, enquanto que Julia era apenas 24. filha mais velha de Tyler, Mary, era 5 anos mais velho que a nova esposa de seu pai.[carece de fontes?]
A irmã da noiva Margaret e irmão Alexander eram dama de honra e melhor homem. Único filho do presidente, John Tyler III, representou a família do noivo.Tyler estava tão preocupado com a manutenção de sigilo que ele não confiar os seus planos para o resto de seus filhos. Embora seus filhos prontamente aceitou a união repentina, as filhas Tyler ficaram chocados e ferido. A notícia foi então quebrado para o povo americano, que saudaram com grande interesse, muita publicidade, e algumas críticas sobre a diferença de 30 anos do casal em idade. Ele foi difícil para a filha mais velha Tyler, Mary, para se ajustar a uma nova madrasta cinco anos mais jovem que ela. Uma filha, Letitia, nunca fez as pazes com a madrasta.

## Primeira-dama dos Estados Unidos
Depois de uma viagem de casamento para a Filadélfia, uma recepção na Casa Branca, e uma estadia em Sherwood Forest, a propriedade o presidente tinha adquirido recentemente para a sua aposentadoria, os recém-casados retornou a Washington. Embora seu marido foi muitas vezes visivelmente cansado pelo esforço da vida conjugal, o fresco e jovem senhora Tyler absolutamente se as funções de primeira-dama. No último mês da administração Tyler, ela organizou um grande baile Casa Branca que atraiu 3.000 convidados.[carece de fontes?]

## Crianças
- David Gardiner Tyler (1846-1927) - advogado, funcionário público.
- John "Alex" Alexander Tyler (1848-1883) - engenheiro. Tal como o seu irmão mais velho, Alex Tyler abandonou a Faculdade de Washington para se juntar ao exército confederado e, depois da guerra, retomou seus estudos na Alemanha. Lá, ele entrou para o Exército Saxon durante a Guerra Franco-Prussiana e participou da ocupação da França em 1871. Para seu serviço, ele foi condecorado pelo governo da Prússia. Ele se tornou um engenheiro de minas e, voltando para os Estados Unidos, foi nomeado inspector US do Departamento do Interior em 1879. Enquanto trabalhava nessa qualidade, no Novo México, ele bebeu água contaminada e morreu em 35.
- Julia Gardiner Tyler-Spencer (1849-1871). Em 1869 ela se casou com William H. Spencer, um fazendeiro endividado de Piffard, New York. Ela morreu dos efeitos do parto a 22 na casa Spencer, Westerly.[carece de fontes?]
- Lachlan Gardiner Tyler (1851-1902) - médico. Ele praticou a medicina em Jersey City, New Jersey, e em 1879 tornou-se um cirurgião na Marinha dos EUA.A partir de 1887, praticado em Elkhorn, West Virginia.
- Lyon Gardiner Tyler (1853-1935) - educador.
- Robert "Fitz" Fitzwalter Tyler (1856-1927) - fazendeiro de Hanover County, Virginia.
- Pérola Tyler-Ellis (1860-1947) - Com a idade de 12, ela se converteu ao catolicismo romano, juntamente com sua mãe. Ela se casou com William M. Ellis, ex-membro da casa de Virgínia dos delegados, e viveu perto de Roanoke.Sherwood Plantation Floresta em Charles City County, Virginia , no qual ela e John Tyler viveu depois de deixar a Casa Branca.

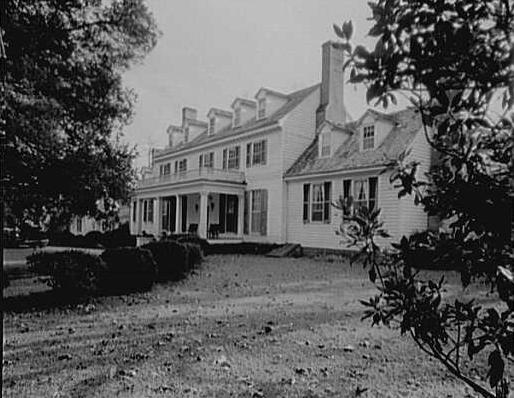
Sherwood Plantation Floresta em Charles City County, Virginia, no qual ela e John Tyler viveu depois de deixar a Casa Branca.

## Vida posterior e morte
Os Tylers retiraram-se para a floresta de Sherwood, onde viveram tranquilamente até à Guerra Civil. Embora nortista de nascimento, a sra. Tyler logo se acostumaria com as rotinas de lazer da vida diária de esposa de um fazendeiro rico.
Após a morte de seu marido em 1862, Julia se mudou para o norte, para Staten Island, onde a sua simpatia pelos confederados causou relações tensas com sua família (sua casa quase foi incendiada por veteranos enfurecidos da União, quando se descobriu que ela estava voando uma bandeira confederada na propriedade). Residiu na Casa Gardiner-Tyler de 1868 a 1874,[carece de fontes?] imóvel que foi adicionado ao Registro Nacional de Lugares Históricos em 1984. A depressão que se seguiu ao pânico de 1873 esgotou a sua fortuna. Julia procurou consolo no catolicismo romano, a que havia se convertido em 1872. Voltou para a Virgínia para viver com a ajuda de seus filhos crescidos e, em seus últimos anos, beneficiou de uma pensão federal fornecida a todas as viúvas presidenciais.
Sofreu um derrame enquanto estava em Richmond e, em 10 de julho de 1889, morreu ali, aos 69 anos de idade. Foi enterrada ao lado do marido no Hollywood Cemetery em Richmond.

## Legado
Em Bay Shore , no Parque de Gardiner, uma vasta extensão de terra virgem com trilhas que levam ao South Shore, Gardiner Drive e Gardiner Manor Elementary School são nomeadas após sua família. Em 2009, o States Mint United homenageou o ex-primeira-dama com a emissão de uma moeda de ouro de 24 quilates. Os papéis da família Tyler, incluindo Julia Gardiner Tyler, são realizadas pela Special Collections Research Center no College of William e Maria.

## Ligações Externas
- O Tyler Namoro e casamento
- Encontrar ajuda para a família Papers Tyler, Grupo A
- Julia Tyler no C-SPAN's First Ladies: Influência e Imagem

1. 1 2 3  «Julia Tyler Biography :: National First Ladies' Library». www.firstladies.org. Consultado em 30 de abril de 2016
2. ↑  «Download». focus.nps.gov. Consultado em 30 de abril de 2016
3. ↑  «Julia Tyler First Spouse Gold Coin | FirstSpouseGoldCoin.com». firstspousecoinguide.com. Consultado em 30 de abril de 2016
4. ↑  «Tyler Family Papers, Group A, 1716-1946». scrc.swem.wm.edu. Consultado em 30 de abril de 2016. Arquivado do original em 28 de julho de 2011